# Paradise Trips
Paradise Trips is een Belgische film uit 2015, geschreven en geregisseerd door Raf Reyntjens, met in de hoofdrollen Gene Bervoets en Jeroen Perceval.

## Verhaal
Mario (Gene Bervoets) is een buschauffeur die heel zijn leven gepensioneerden vervoerde naar het zonnige zuiden. Net voor zijn pensionering neemt hij nog een laatste klus aan. Deze maal brengt hij een kleurrijke groep jongeren naar een muziekfestival in Kroatië. Het botert niet goed tussen de alternatieve passagiers en de conservatieve Mario. Maar Mario's laatste busreis verandert in een fascinerende trip waarbij hij geconfronteerd wordt met zijn vooroordelen en zijn verloren zoon Jim met vrouw en kind ontmoet.

## Rolverdeling
| Acteur                 | Personage |
| ---------------------- | --------- |
| Gene Bervoets          | Mario     |
| Jeroen Perceval        | Jim       |
| Cedric Van Den Abbeele | Sunny     |
| Noortje Herlaar        | Miranda   |
| Line Pillet            | Cindy     |
| Tania Van der Sanden   | Linda     |
| Pieter Verelst         | Lexander  |
| Marie Louise Stheins   | Esmeralda |
| Hannes Reckelbus       | Fox       |
| Charlotte Timmers      | Flora     |

## Productie
Er werd onder meer gefilmd op locatie in augustus 2014 op het Lost Theory Festival in Deringaj (Gračac), Kroatië. De film ging op 5 augustus 2015 in avant-première in Antwerpen en kwam officieel in de Belgische zalen op 19 augustus.